# Pickleball
Pickleball je šport, ki združuje elemente tenisa, badmintona in namiznega tenisa. Igra se na manjšem igrišču (velikosti badmintonskega igrišča) z nizko mrežo, s trdimi loparji iz lesa ali kompozita ter plastično žogico z luknjicami. Lahko se igra posamezno ali v dvojicah. Namen igre je odbijati žogico čez mrežo in poskušati dobiti točko, ne da bi pri tem naredili napako. Zaradi enostavnih pravil in manjše fizične zahtevnosti je primeren za vse starosti. Pickleball se igra v zaprtih prostorih in na prostem. Izumili so ga leta 1965 kot otroško igro na dvorišču v Združenih državah Amerike, na otoku Bainbridge v Washingtonu. Leta 2021 je bil pickleball imenovan za uradni državni šport Washingtona.